# Konrad Stäheli
Konrad Stäheli (* 17. Dezember 1866 in Egnach; † 5. November 1931 in St. Gallen) war ein Schweizer Sportschütze.

## Werdegang
Er nahm an den Olympischen Sommerspielen 1900 in Paris teil und gewann dort drei Gold- und eine Bronzemedaille. Auf Grund dieses Erfolges war er der zweiterfolgreichste Athlet der Spiele. Sechs Jahre darauf, bei den Olympischen Zwischenspielen 1906 in Athen trat er erneut an und vermochte abermals eine Gold- und eine Silbermedaille zu erkämpfen. Darüber hinaus gewann er in den inoffiziellen Wettbewerben mit dem Freien Gewehr kniend und belegte beim Dreistellungskampf am Freien Gewehr den zweiten sowie am Freien Gewehr liegend den dritten Platz.
Es ist umstritten, ob man die inoffiziellen Wettbewerbe, bei denen keine Medaillen, sondern Preise verteilt wurden, in den Medaillenspiegel der Athleten integrieren soll oder nicht. Würde man dies tun, hätte Stäheli neun olympische Medaillen gewonnen und damit für einige Jahre als erfolgreichster Olympionike gegolten.